# 虎ノ門駅
虎ノ門駅（とらのもんえき）は、東京都港区虎ノ門一丁目にある、東京地下鉄（東京メトロ）銀座線の駅である。駅番号はG 07。

## 歴史
- 1938年（昭和13年）11月18日：東京高速鉄道の駅として開業[1]。
- 1941年（昭和16年）9月1日：陸上交通事業調整法により東京高速鉄道が再編され、帝都高速度交通営団（営団地下鉄）の駅となる。
- 1954年（昭和29年）8月27日：駅拡張工事が決定[2]。
- 1955年（昭和30年）5月1日：輸送力増強に伴い運行開始となった4両編成の浅草方1両を締切扱いとする[2]。
- 1956年（昭和31年）10月1日：3両編成に対応した延長48 mのホームを6両編成に対応した延長96 mに延伸し、締切扱いがなくなる[3][4]。合わせてコンコースの新設と拡幅、出入口3か所の新設などが行われた[4]。
  - このほか、日比谷線建設時に当駅コンコースの拡幅、出入口2か所と連絡通路の新設が行われている[4]。
- 1969年（昭和44年）8月：混雑緩和のため、大規模改良工事に着手[4]。
- 1971年（昭和46年）12月：大規模改良工事が完成[4]。ホーム幅員を3 - 4 mから7 mに拡幅、浅草駅寄りに各ホームを連絡する地下通路を新設、5・6番出口へ向かう通路を拡幅[4]。費用は8億9,300万円を要した[4]。
- 2004年（平成16年）4月1日：営団地下鉄の民営化に伴い、東京地下鉄（東京メトロ）に継承される[5]。
- 2005年（平成17年）2月21日：付近の道路を走行中のトレーラーが積んでいた重機のアームが誤作動し、7番出入口の屋根に衝突する事故が発生する[6]。
- 2007年（平成19年）3月18日：ICカード「PASMO」の利用が可能となる[7]。
- 2018年（平成30年）11月22日：発車メロディを導入。
- 2020年（令和2年）
  - 6月6日：東京メトロ日比谷線虎ノ門ヒルズ駅との乗り換え業務を開始[8][9]。
  - 7月1日：1番線（渋谷方面のりば）ホームを拡幅[10]。

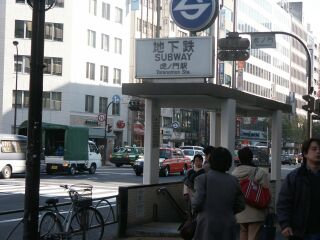
営団地下鉄時代の出入口（2003年12月）
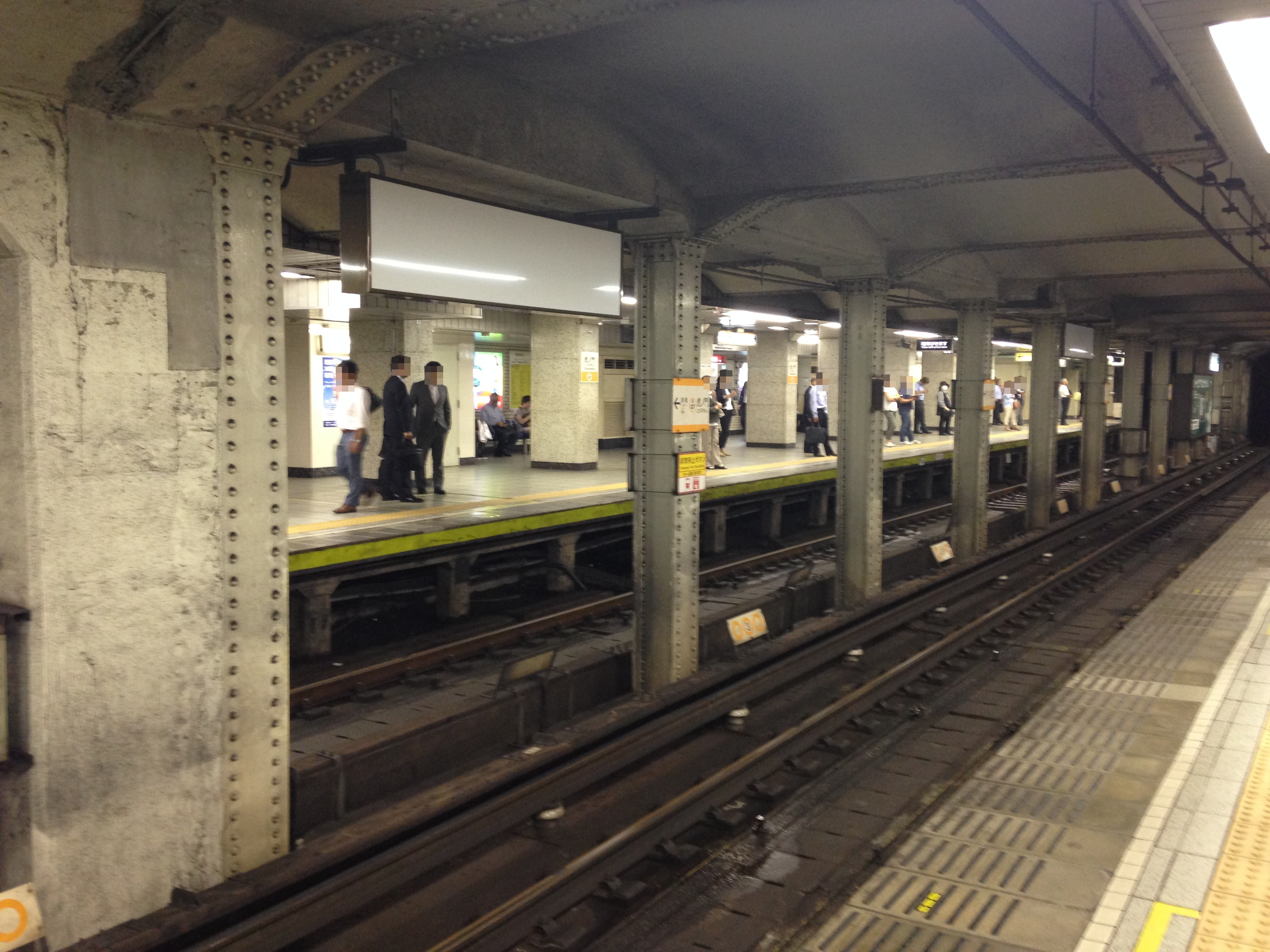
ホームドア設置、ホーム拡幅前

## 駅構造
相対式ホーム2面2線を有する地下駅である。1番線側にある西新橋方面改札外に日比谷線虎ノ門ヒルズ駅や東京BRTのバスターミナル（虎ノ門ヒルズビジネスタワー内）に通じる地下連絡通路が設置されている。
2020年（令和2年）8月1日に中央日本土地建物グループ・森村商事・野村不動産から設置・寄贈された、中谷ミチコ制作のパブリックアート「白い虎が見ている」が1番線ホームに設置されている。

### のりば
| 番線 | 路線   | 行先     |
| ---- | ------ | -------- |
| 1    | 銀座線 | 渋谷方面 |
| 2    | 銀座線 | 浅草方面 |

（出典：東京メトロ:構内図）
- 当駅始発浅草行の列車が、平日早朝に1本のみ設定されている。溜池山王駅構内の引き上げ線で夜間留置した車両を使用する。

### 発車メロディ
2018年（平成30年）11月22日からスイッチ制作の発車メロディ（発車サイン音）を使用している。
曲は1番線が「シトラスの香り」（塩塚博作曲）、2番線が「玉紫陽花」（福嶋尚哉作曲）である。

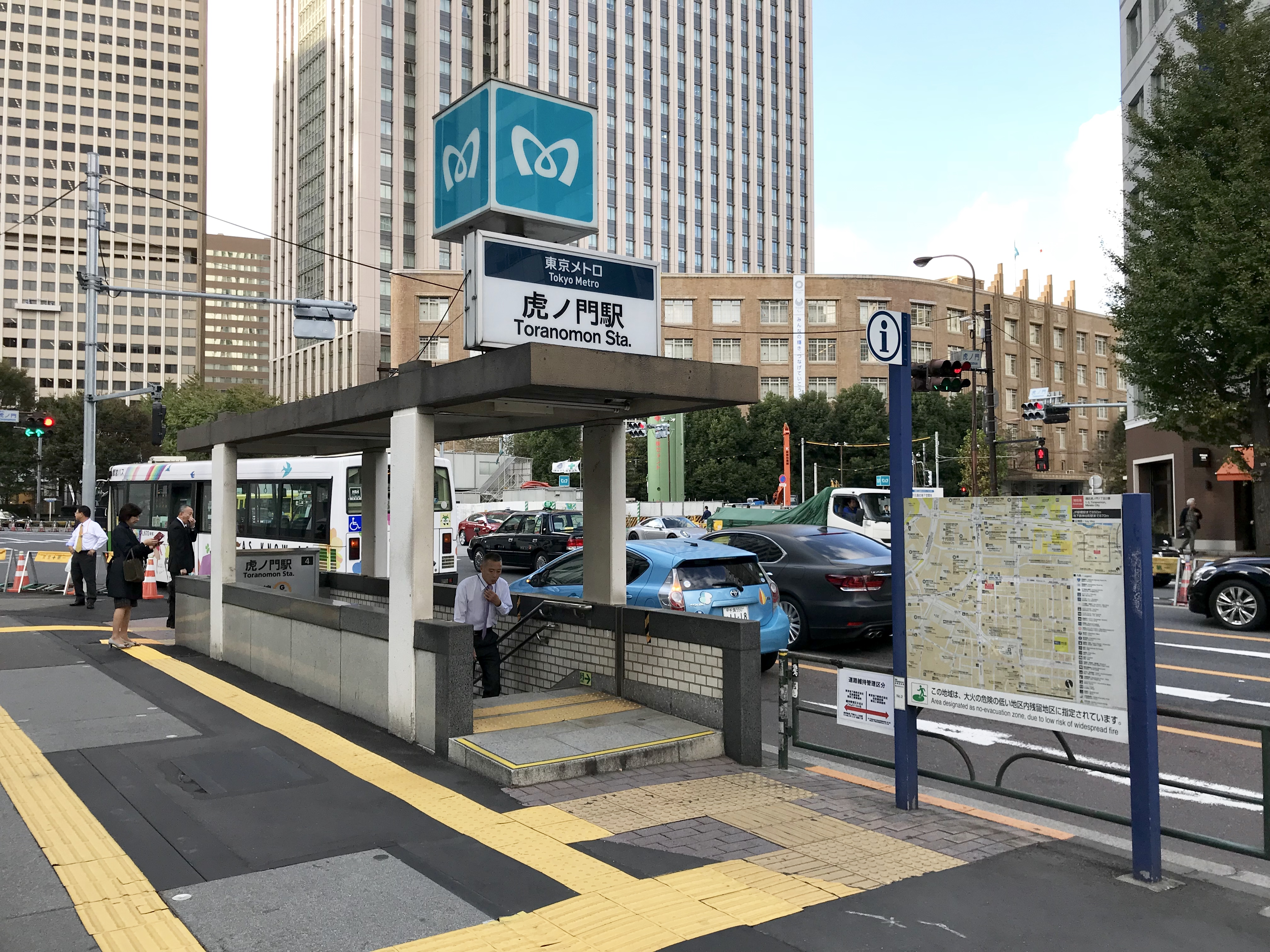
4番出入口（2018年10月）
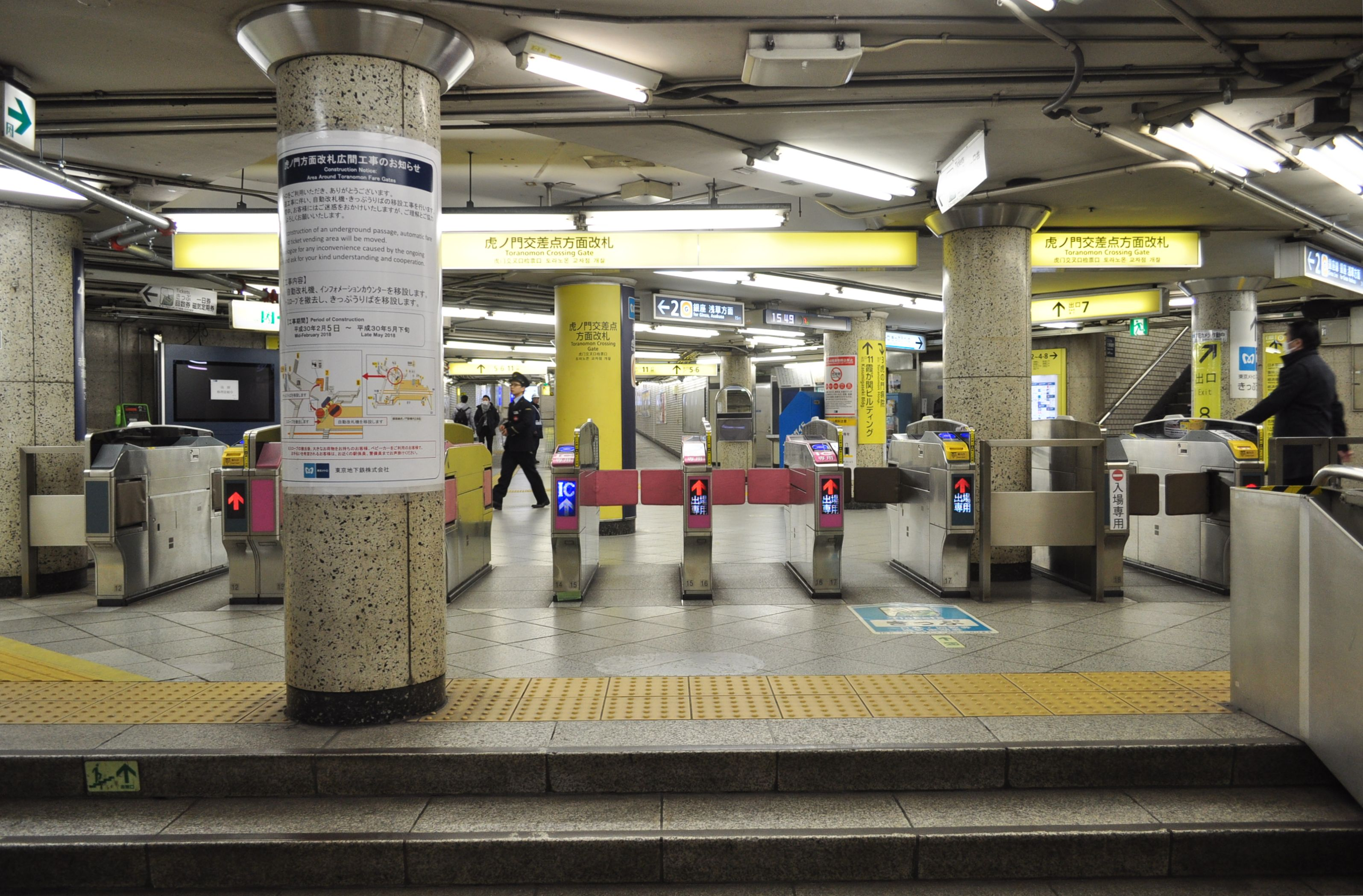
虎ノ門交差点方面改札（2018年3月）
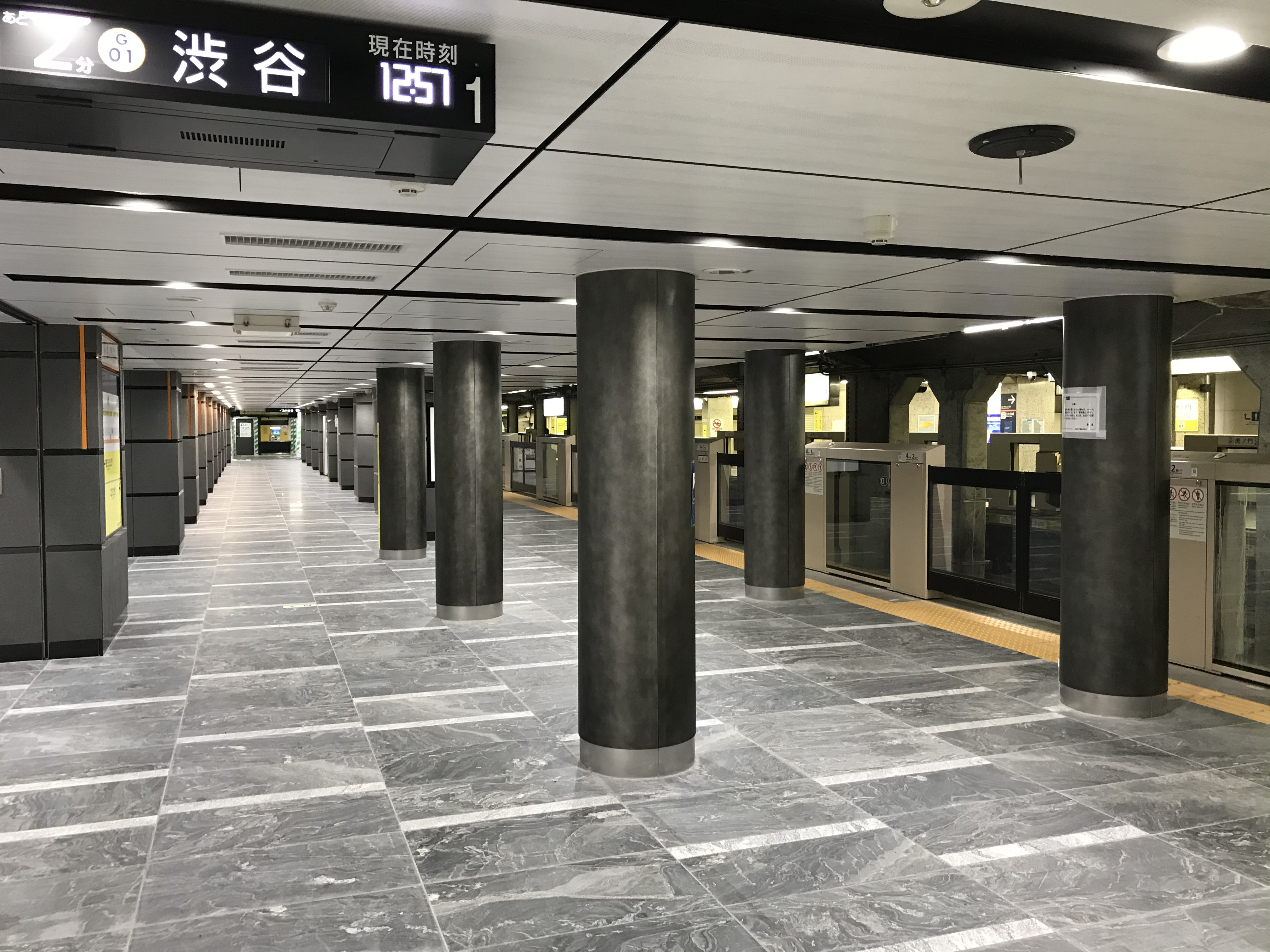
1番線ホーム（2020年9月）
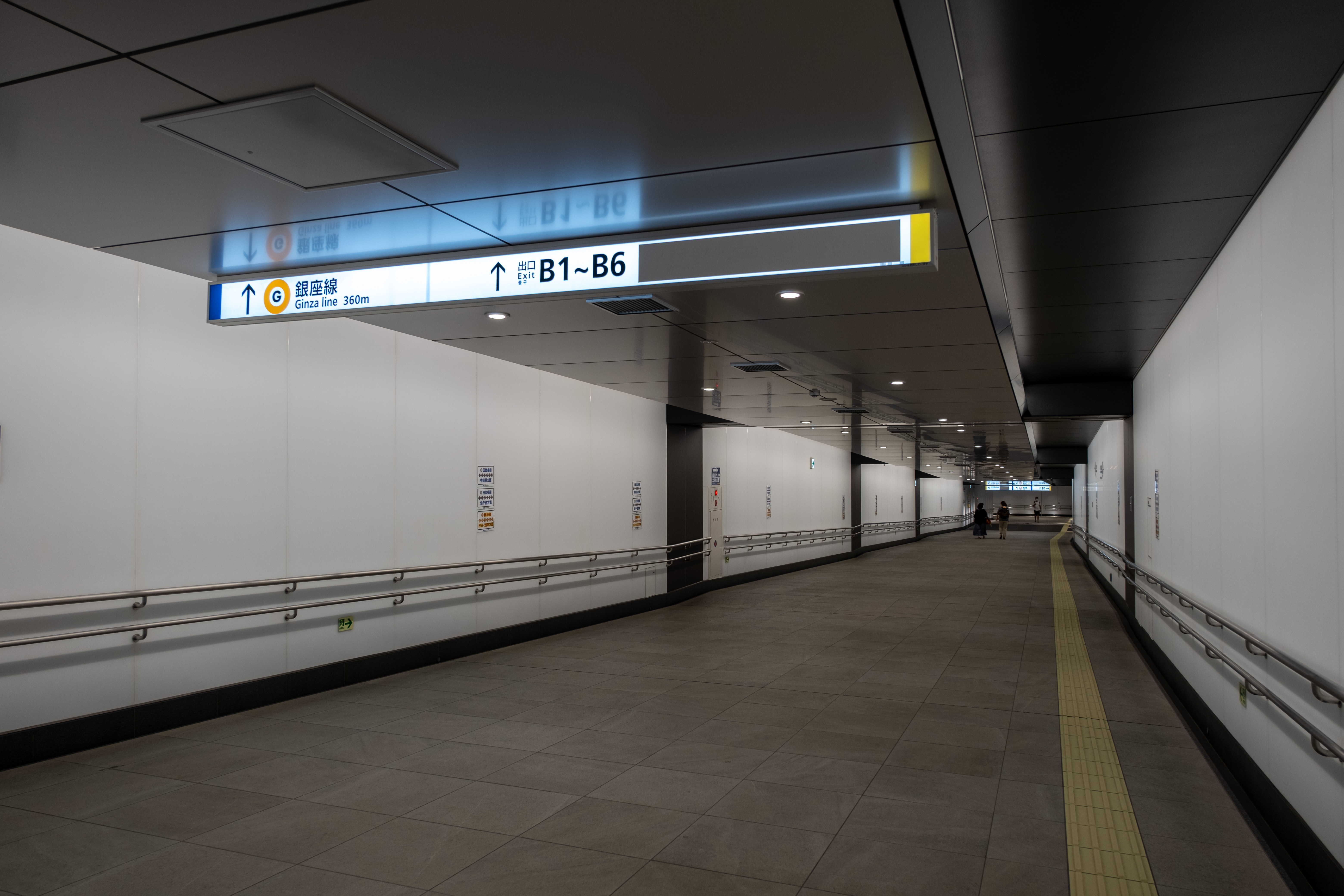
虎ノ門ヒルズ駅を結ぶ地下通路（2020年7月）

## 利用状況
2024年度の1日平均乗降人員は96,029人であり、東京メトロ全130駅中38位。
近年の1日平均乗降・乗車人員は下表の通りである。
| 年度               | 1日平均 乗降人員 | 1日平均 乗車人員 | 出典     |
| ------------------ | ---------------- | ---------------- | -------- |
| 1990年（平成02年） |                  | 78,318           | [ * 1 ]  |
| 1991年（平成03年） |                  | 76,986           | [ * 2 ]  |
| 1992年（平成04年） |                  | 75,737           | [ * 3 ]  |
| 1993年（平成05年） |                  | 72,992           | [ * 4 ]  |
| 1994年（平成06年） |                  | 70,721           | [ * 5 ]  |
| 1995年（平成07年） |                  | 68,702           | [ * 6 ]  |
| 1996年（平成08年） |                  | 68,545           | [ * 7 ]  |
| 1997年（平成09年） |                  | 65,666           | [ * 8 ]  |
| 1998年（平成10年） |                  | 62,452           | [ * 9 ]  |
| 1999年（平成11年） | 116,888          | 58,768           | [ * 10 ] |
| 2000年（平成12年） | 113,558          | 56,685           | [ * 11 ] |
| 2001年（平成13年） | 112,257          | 56,066           | [ * 12 ] |
| 2002年（平成14年） | 106,953          | 54,493           | [ * 13 ] |
| 2003年（平成15年） | 103,368          | 52,342           | [ * 14 ] |
| 2004年（平成16年） | 97,056           | 49,299           | [ * 15 ] |
| 2005年（平成17年） | 97,881           | 49,104           | [ * 16 ] |
| 2006年（平成18年） | 100,726          | 50,518           | [ * 17 ] |
| 2007年（平成19年） | 104,929          | 52,566           | [ * 18 ] |
| 2008年（平成20年） | 106,444          | 53,526           | [ * 19 ] |
| 2009年（平成21年） | 102,755          | 51,649           | [ * 20 ] |
| 2010年（平成22年） | 98,904           | 49,822           | [ * 21 ] |
| 2011年（平成23年） | 100,641          | 50,710           | [ * 22 ] |
| 2012年（平成24年） | 105,392          | 53,079           | [ * 23 ] |
| 2013年（平成25年） | 109,455          | 55,101           | [ * 24 ] |
| 2014年（平成26年） | 116,937          | 58,660           | [ * 25 ] |
| 2015年（平成27年） | 121,679          | 61,077           | [ * 26 ] |
| 2016年（平成28年） | 118,416          | 59,485           | [ * 27 ] |
| 2017年（平成29年） | 117,329          | 59,033           | [ * 28 ] |
| 2018年（平成30年） | 115,957          | 58,359           | [ * 29 ] |
| 2019年（令和元年） | 110,008          | 55,325           | [ * 30 ] |
| 2020年（令和02年） | 72,618           |                  |          |
| 2021年（令和03年） | 69,501           |                  |          |
| 2022年（令和04年） | 80,864           |                  |          |
| 2023年（令和05年） | 91,260           |                  |          |
| 2024年（令和06年） | 96,029           |                  |          |

## 駅周辺
当駅のほぼ直下を日比谷線が通過している。銀座線計画時には日比谷線の建設は想定していなかったため、日比谷線建設に際しては上下線間の柱を壁のようにして補強を加えた。2020年（令和2年）6月6日に開業した日比谷線の虎ノ門ヒルズ駅とは地下道で結ばれている。
- 虎ノ門金刀比羅宮
- 菊池寛実記念 智美術館
- 経済産業省
- 財務省
- 霞が関コモンゲート
  - 東館（中央合同庁舎第7号館官庁棟） - 文部科学省、会計検査院
  - 西館（中央合同庁舎第7号館官民棟） - 金融庁
  - 旧文部省庁舎 - 文部科学省、文化庁
- 特許庁
- 国立印刷局
- 駐日アメリカ合衆国大使館
- K.I.T.虎ノ門大学院
- 沖電気工業本社
- 霞が関ビルディング
- 首都高速道路日土地ビル
- 商船三井本社
- 本田技研工業本社
- 虎ノ門琴平タワー
  - 日経ラジオ社（ラジオNIKKEI）
- 日本たばこ産業本社
- 日本中央競馬会 (JRA) 本部
- 日立ハイテクノロジーズ本社
- ポニーキャニオン本社
- 森トラスト本社
- 虎ノ門実業会館
- 新虎ノ門実業会館
- 虎ノ門ヒルズ
- 国家公務員共済組合連合会 虎の門病院
- ホテルオークラ東京
  - 大倉集古館
- 日本消防会館
- 東京メトロ丸ノ内線・日比谷線・千代田線霞ケ関駅
- 都営地下鉄三田線内幸町駅 - 東京都交通局
- 国道1号
- 東京都道405号外濠環状線（外堀通り）

### バス路線
- 虎ノ門（外堀通り上、1・9番出入口付近）
  - 都営バス
    - 都01(T01)・渋88：渋谷駅前行 / 新橋駅前行
- 商船三井本社ビル前（外堀通り上、3・11番出入口西方）
  - 都営バス
    - 都01(T01)：渋谷駅前行 / 新橋駅前行
- 虎ノ門一丁目
  - フジエクスプレス（B4出入口〈連絡通路〉付近）
    - ちぃばす芝ルート：新橋駅行 / みなとパーク芝浦行

  - 東急バス（都道301号線上、1番出入口東方）
    - 東98：清水行・等々力操車所行 / 東京駅南口行

このほか、地下通路で接続する虎ノ門ヒルズビジネスタワー内のバスターミナルに発着する路線も利用できる。

## 隣の駅
東京地下鉄（東京メトロ）
 銀座線
溜池山王駅 (G 06) - 虎ノ門駅 (G 07) - 新橋駅 (G 08)